# Chiesa di San Giorgio Martire (Rugolo)
La chiesa di San Giorgio Martire è la parrocchiale di Rugolo, frazione di Sarmede, in provincia di Treviso e diocesi di Vittorio Veneto; fa parte della forania Pedemontana.

## Storia
Si sa che, anticamente, Rugolo ricadeva nella giurisdizione della pieve di San Cassiano del Meschio (l'attuale Cordignano); venne eretta in parrocchia autonoma nel 1583.
L'attuale parrocchiale fu edificata intorno al 1590 e consacrata il 24 luglio 1599.
Nel 1830 fu ridotta a curazia dipendente da Sarmede. Il 16 marzo 1927 la parrocchia fu nuovamente eretta, per volere del vescovo di Ceneda Eugenio Beccegato.

## Descrizione

### Esterno
La facciata, rivolta ad ovest, è a capanna, aperto da un rosone e da un portale rettangolare lapideo timpanato, con lo stemma del patriarca Marco Gradenigo. Alla parte bassa della superficie di facciata sono addossate delle lapidi e dei cenotafi; il cimitero cinge i lati est e nord dell'edificio.
Sul lato sud si erge il campanile di impianto romanico, con bifore all'altezza della cella campanaria.

### Interno
Gli interni, a una navata, conservano degli affreschi quattrocenteschi, dovuti soprattutto alla mano di Andrea di Treviso: Annunciazione di Maria e Incarnazione di Gesù occupano la superficie dell'arco che dà accesso al presbiterio, all'interno del quale trovano spazio, a sinistra, episodi tratti dai Vangeli, a destra, episodi dell'Antico Testamento e, sul fondo, la Resurrezione e l'Ascensione del Cristo.
Nel presbiterio è conservata anche una tela del 1756 di Egidio Dall'Olio, rappresentante San Giorgio.